# توم فلمنج
توم فلمنج (بالإنجليزية: Tom Fleming)‏ هو سياسي أيرلندي، ولد في فبراير 1951 في جمهورية أيرلندا. في الانتخابات العمومية الأيرلندية 2011 ‏، انتخب نائب دييل عن دائرة Kerry South (Dáil constituency) ‏ وقد انضم خلال فترته النيابية ‏ (9 مارس 2011 – 3 فبراير 2016)  للكتلة البرلمانية مستقل.

## وصلات خارجية
- الموقع الرسمي